# الکسی میخایلیچنکو
الکسی میخایلیچنکو (اوکراینی: Олексій Олександрович Михайличенко؛ زادهٔ ۳۰ مارس ۱۹۶۳) بازیک سابق و مربی فوتبال اهل اوکراین است.
از باشگاه‌هایی که در آن بازی کرده‌است می‌توان به باشگاه فوتبال رنجرز، باشگاه فوتبال دینامو کیف و باشگاه فوتبال سمپدوریا اشاره کرد.